# Domingo Eulogio de la Torre

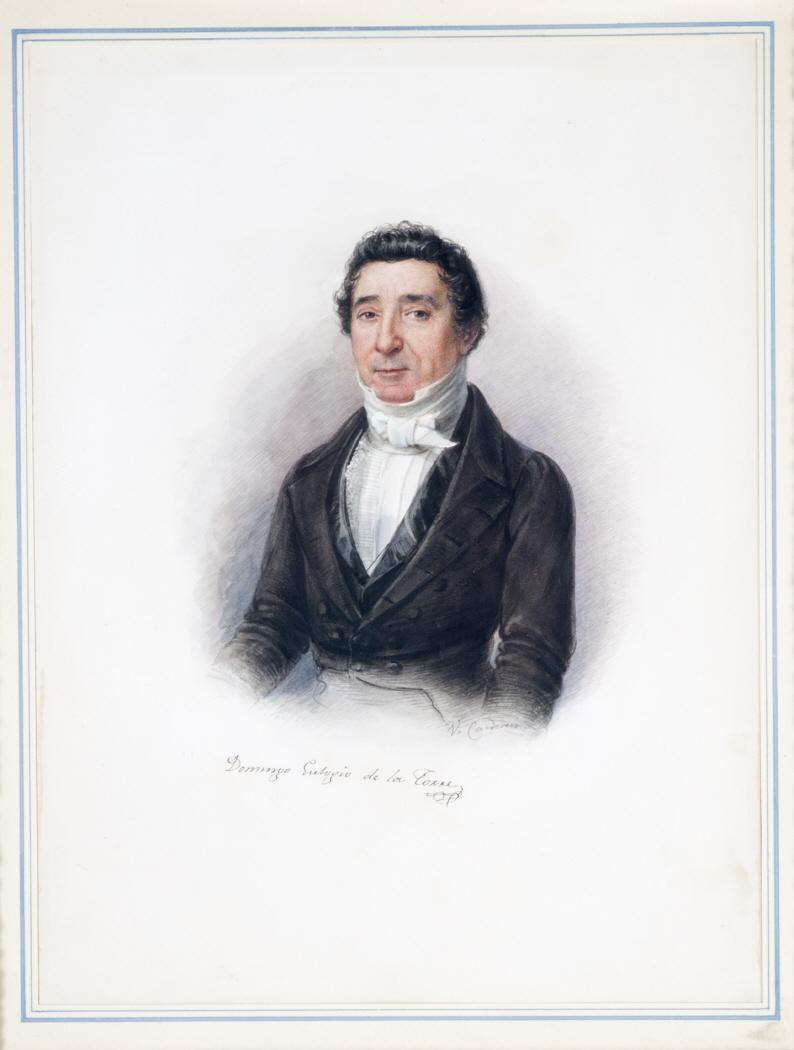
Domingo Eulogio de la Torre, 1843, dibujo a lápiz y acuarela de Valentín Carderera, Madrid, Museo del Romanticismo. Acuarela procedente del Álbum original de Retratos Históricos de Doña María Cristina de Borbón, formado por cuarenta retratos de quienes habían permanecido fieles a la reina gobernadora siguiéndola en su exilio a París durante la regencia de Espartero.

Domingo Eulogio de la Torre y las Casas (Sopuerta, 1781-1862) fue un político liberal-fuerista español. Padre de Provincia del Señorío de Vizcaya con antigüedad de 1818-1820.

## Biografía
Desde 1806 asistió en diversas ocasiones a las Juntas Generales de Guernica como compromisario elegido por Sopuerta. Diputado provincial de 1821 a 1822, fue elegido diputado a Cortes por la administración de Vizcaya en febrero de 1822 y conservó el escaño hasta la disolución de la cámara en septiembre de 1823, tras la intervención de los Cien Mil Hijos de San Luis. En marzo de 1841 fue nombrado senador por Vizcaya, si bien se excusó de tomar posesión del cargo alegando enfermedad. Como liberal-fuerista apoyó la ley de 25 de octubre de 1839, tras la firma del Convenio de Vergara, por la que se confirmaban los fueros vascos «sin perjuicio de la unidad constitucional de la Monarquía», y el decreto de 16 de noviembre de 1839 por el que se restablecían las diputaciones forales y juntas generales y, como moderado, leal a la reina gobernadora, temió que el ascenso a la regencia del general Espartero pusiese en peligro las recuperadas instituciones. Como diputado general de Vizcaya por el bando oñacino, en octubre de 1841 se puso al frente del alzamiento moderado-fuerista contra Espartero, proclamando el día 5 en la Diputación foral de Vizcaya a María Cristina como regente en nombre de la reina Isabel II y la restauración de los «venerados» fueros. Tras asumir el cargo de corregidor interino, expuso en el discurso de apertura de las Juntas generales en Guernica el programa político del movimiento, resumido en la restitución «de la Regencia de la inmortal María Cristina (...) de que tanto tiene que esperar el país vascongado», y el fin de la regencia de Espartero, lo que justificaba por «las demasías de los que gobernaban en España» y el sufrimiento de los gobernados, «que veían reinante el desorden, humillada la autoridad de la ley, olvidada la moral, insultada la religión... [por una]... turba que voceando ilimitada libertad ejerce el más puro despotismo».
Aunque fracasado el golpe logró exiliarse en Francia, por esa participación en el alzamiento encabezado en las Vascongadas por Montes de Oca fue sentenciado a la pena de muerte por garrote en junio de 1842, junto con los otros cabecillas de la intentona. Acabada la regencia de Espartero y restituida la Diputación el 27 de julio de 1843, el 4 de agosto recuperó el cargo de diputado general del Señorío de Vizcaya y ocupó por turno la función de corregidor político, iniciando inmediatamente las gestiones para el arreglo foral, para lo que convocó en Bilbao a los representantes de las tres provincias vascas. Cesó en el cargo con la formación de un nuevo gobierno para el Señorío en las Junta Generales de julio-agosto de 1844.